# Prayagraj

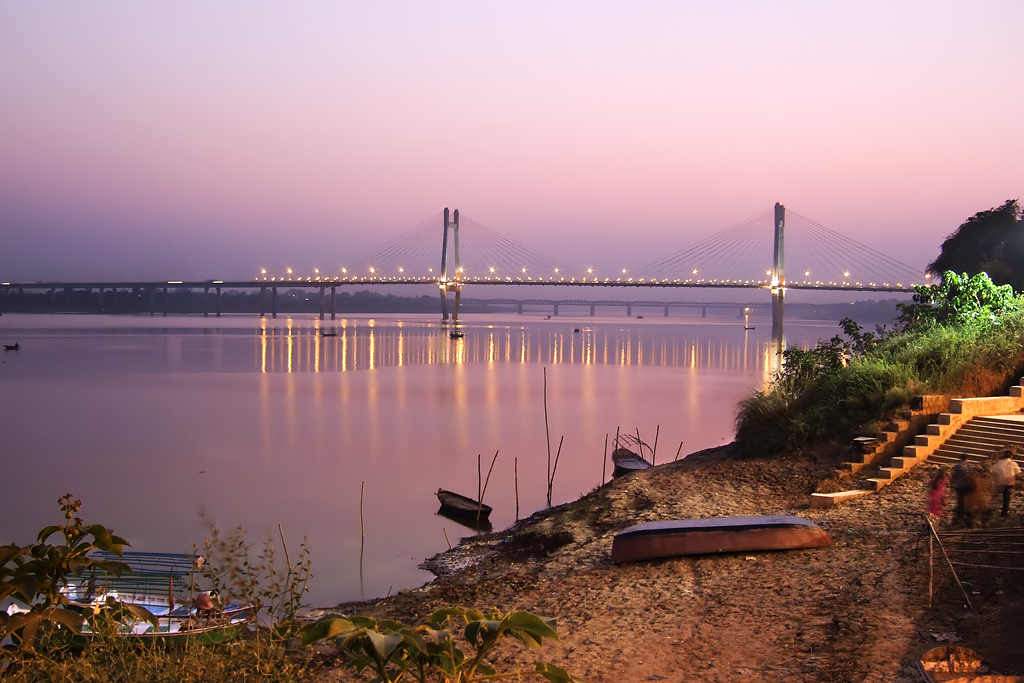
Le pont du Yamuna (2004) est un viaduc à haubans d'une portée de 260 m dans sa travée centrale (longueur totale : 1510 m).

Prayagraj (hindi : प्रयागराज (Prayāgrāj) ; ourdou : پریاگراج) ou Allahabad (hindi : इलाहाबाद (Ilāhābād) ; ourdou : الٰہ آباد), est une ville indienne du sud de l’État d’Uttar Pradesh, capitale de l'une des 18 divisions territoriales de cet État et du district de Prayagraj.

## Histoire
C’est l’une des plus anciennes villes de l’Inde : elle s’appelait Prayāg, et les Hindous la considèrent comme sacrée. Lorsque les Turcs ghûrides occupèrent Banâras (Bénarès) en 1194, la ville fut rattachée au sultanat de Delhi. En 1583, la ville est rebâtie et renommée Allahabad, par l’empereur moghol Akbar.
Au début du XXe siècle, alors partie intégrante de l’Empire britannique, la ville était renommée pour son université centrale, l'université d'Allahabad, surnommée l’« Oxford de l’Est ».
En octobre 2018, la ville d'Allahabad est rebaptisée Prayagraj,.

## Géographie
Prayagraj est située au confluent du Gange, de la Yamuna et de la mythique Sarasvati ce qui en fait un haut lieu de pèlerinage depuis des siècles. Son nom dans la tradition de l'hindouisme, par sa place, est Prayaga ou Prayag mais aussi Tirtha Raja ou Ilavasa. Tous les douze ans, la célèbre Kumbha Mela y a lieu. Prayagraj est une ville sainte d'Inde.

### Climat
Prayagraj connaît le climat subtropical humide (Cwa selon la classification de Köppen) commun à toutes les villes de plaine du Nord de l'Inde. La température moyenne annuelle est de 26,1 °C; la température moyenne mensuelle varie entre 18 et 29 °C. Prayagraj a trois saisons: un été chaud et sec, un hiver doux et sec et une saison de mousson chaude et humide. L'été dure d'avril à juin avec des températures d'un peu plus de 30 °C; en période de sécheresse, les températures maximales dépassent souvent les 40 °C en mai et juin. La mousson commence au début du mois de juillet et dure jusqu'en septembre. L'hiver va de décembre à février, avec des températures qui descendent rarement à 0 °C. La température maximale est d'environ 22 °C et le minimum d'environ 9 °C. Quoique Prayagraj soit sujette à des brumes denses en janvier, par suite du trafic et des temps de parcours, la ville ne connaît pas la neige. La plus haute température enregistrée à ce jour est de 48 °C, et la température la plus basse est −2 °C,.
Les moussons du courant sud-ouest, venues du Golfe du Bengale ou de la Mer d'Arabie arrosent Prayagraj  de juin à septembre, et apportent l'essentiel du volume de précipitation annuel : 1 027 mm. Le volume maximum mensuel, 333 mm, tombe au mois d’août. La ville reçoit 2 961 heures d'ensoleillement par an, et l'ensoleillement maximum intervient au mois de mai.
| Mois                                            | jan.  | fév.  | mars  | avril | mai   | juin  | jui.  | août  | sep.  | oct.  | nov.  | déc. | année   |
| ----------------------------------------------- | ----- | ----- | ----- | ----- | ----- | ----- | ----- | ----- | ----- | ----- | ----- | ---- | ------- |
| Température minimale moyenne (°C)               | 8,9   | 11,3  | 16,2  | 22,2  | 26,3  | 28    | 26,5  | 25,9  | 24,7  | 20,4  | 14,3  | 9,9  | 19,4    |
| Température minimale moyenne la plus basse (°C) | 1,1   | 1,1   | 7,2   | 12,7  | 17,2  | 18,7  | 18,8  | 21,1  | 18,3  | 11,7  | 5,6   | −0,7 | −0,7    |
| Température maximale moyenne (°C)               | 23,2  | 26,7  | 33,3  | 39,4  | 41,6  | 39,6  | 34,2  | 32,9  | 32,9  | 32,9  | 29,6  | 24,8 | 32,8    |
| Température maximale moyenne la plus haute (°C) | 32,8  | 36,3  | 42,5  | 45,8  | 48,4  | 48,8  | 45,6  | 42,7  | 39,6  | 40,6  | 36    | 31,9 | 48,8    |
| Ensoleillement (h)                              | 224,9 | 244,2 | 263,2 | 274,1 | 292,3 | 206,4 | 143,3 | 180,6 | 184,3 | 259,7 | 256,7 | 244  | 2 773,7 |
| Précipitations (mm)                             | 18,3  | 15,2  | 4,2   | 5,9   | 11,5  | 126,6 | 264,5 | 279   | 204,3 | 27,4  | 9,5   | 12,1 | 978,5   |
| Nombre de jours avec précipitations             | 1,8   | 1,4   | 0,4   | 0,7   | 1,1   | 5,4   | 12,7  | 12,1  | 9,1   | 1,8   | 0,6   | 0,7  | 47,9    |
| Humidité relative (%)                           | 69    | 57    | 39    | 29    | 33    | 50    | 77    | 81    | 78    | 67    | 61    | 68   | 59      |

## Économie
L'activité économique de Prayagraj est très stable et diversifiée : la ville a trouvé un équilibre entre l'emploi public, le secteur éducatif et les laboratoires de recherche, l'agriculture et l'industrie.

### Agriculture
Le secteur primaire comprend les activités de tourisme, la pêche et l'agriculture. L'agglomération est une plaque tournante de l'industrie agroalimentaire indienne,.
Pour ce qui est des cultures, les rizières occupent la plus grande superficie ; viennent ensuite, par importance décroissante, le millet, les pois et haricots (variétés urd et mungo) qui sont cultivés à la saison du Kharif, cette mousson du sud-ouest.
Dans la saison rabi, on cultive essentiellement du blé, et à moindre échelle les légumes secs et les oléagineux. Parmi les oléagineux, le lin domine et occupe surtout les champs de Djamounapar ; la moutarde n'occupe au contraire qu'une superficie modeste et elle est surtout cultivée comme semis de culture mixte. Parmi les légumes secs, la principale culture est celle du soja, suivi par les pois et les lentilles. L'orge occupe une surface respectable.
Pour ce qui est des cultures maraîchères, les principales variétés sont la pomme de terre, l’aubergine, la tomate, le curry et les pois. On y cultive également la citrouille (kaddu) et le jacquier (kathal). Le faubourg de Gangapar est couvert de vergers où le fruit le plus cultivé est la goyave. Les pastèques (hirminji) et les melons (kharboudja) font l'objet d'une culture extensive dans la plaine inondable du Gange. Les autres variétés de fruits de l'agglomération sont la mangue, la « groseille indienne », les bananes, les papayes et les karonda. L’horticulture connaît une croissance soutenue. Le bambou, qui pousse un peu partout à travers le district, constitue un revenu d'appoint pour les fermiers, qui peuvent le revendre aux industries du bambou, mais ce marché reste informel.
La plupart des fermiers préfèrent conserver un à deux animaux d'élevage et dans l'ensemble, ils préfèrent le buffle à la vache. Plusieurs familles des castes inférieures se consacrent à l'élevage porcin. Les élevages ovins sont confinés aux plaines inondables. La volaille, l'élevage du canard et les viviers sont en plein essor.

### Industrie
Le secteur de la construction représente une part essentielle de l’économie de Prayagraj. Les entreprises du secteur secondaire ne sont pas toutes immatriculées auprès de la Chambre de Commerce ; le 3e recensement pan-indien des PME permet d'estimer à 10 000 le nombre d'entreprises non immatriculées de la ville,. Le Dedicated Freight Corridor Corporation of India a pris en considération la réalisation d'une zone d'activités de 485 ha à Prayagraj.
Les activités industrielles à Prayagraj vont du génie électrique à l'agrochimie en passant par l'Électronique, la sidérurgie, l’agroalimentaire, l’édition, la pharmacie occidentale et traditionnelle (homéopathie), le matériel médical et la production d'électricité (centrales thermiques et solaires). C'est une ville traditionnellement vouée à la verrerie et à la corderie. Les principaux bassins industriels de Prayagraj sont ceux de Naini et de Phulpur, où plusieurs entreprises du secteur public et privé ont leurs bureaux et laboratoires : ainsi Bharat Petroleum Corporation Limited, la plus grande compagnie pétrolière indienne (qui est nationalisée), construit une raffinerie d'une capacité de 7 000 000 t/an (MTPA) dans le faubourg de Lohgara pour un investissement estimé à 62 milliards de roupies. Allahabad Bank a été fondée en 1865. Le groupe Bharat Pumps & Compressors et les librairies A. H. Wheeler & Co. y ont leur siège social.
Les principales sociétés de Prayagraj sont Reliance Industries, Alstom, Indian Telephone Industries Ltd., Areva, Bharat Petroleum, Dey's Medical, Food Corporation of India, Raymond Synthetics, Triveni Sheet Glass, Schneider Electric India Ltd, Triveni Electroplast, EMC Power Ltd, Steel Authority of India, Hindustan Computers Ltd., Indian Farmers Fertiliser Cooperative (IFFCO), Vibgyor Laboratories, Geep Industries, Hindustan Cable, Indian Oil Corporation Ltd, Baidyanath Ayurved and Hindustan Laboratories,. L’Institut Harish-Chandra et l’École de pilotage l'Aviation Civile se trouvent aussi à Prayagraj,. Enfin la ville est le siège fédéral de la Central Organisation for Railway Electrification.

## Lieux et monuments
La ville actuelle est construite à l’emplacement de l’ancienne cité sainte de Prayag et accueille tous les douze ans un important festival hindou, la Kumbh Mela. La Kumbhamela a attiré plus de 70 millions de pèlerins en 2001.

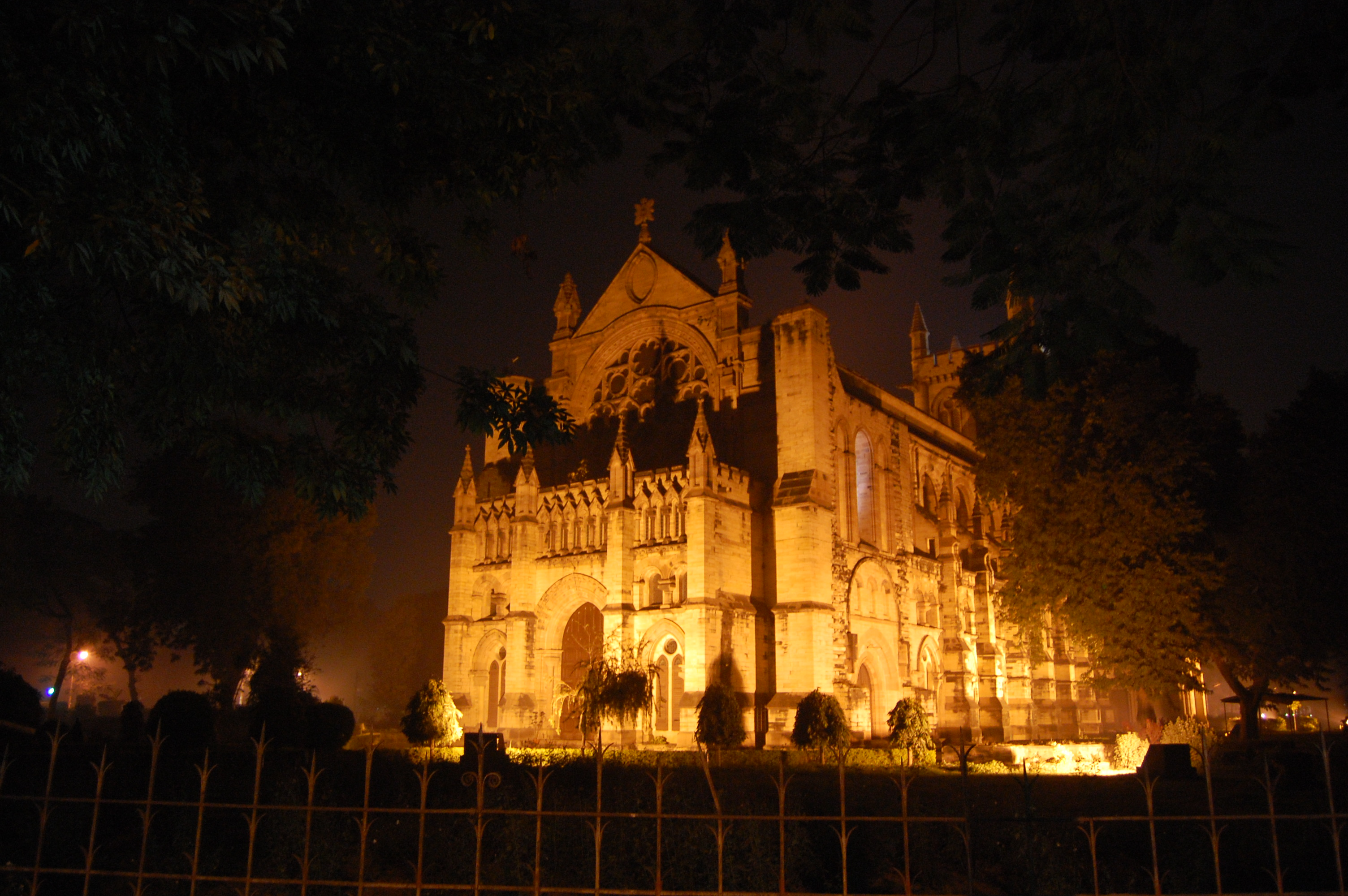
La cathédrale All Saints.
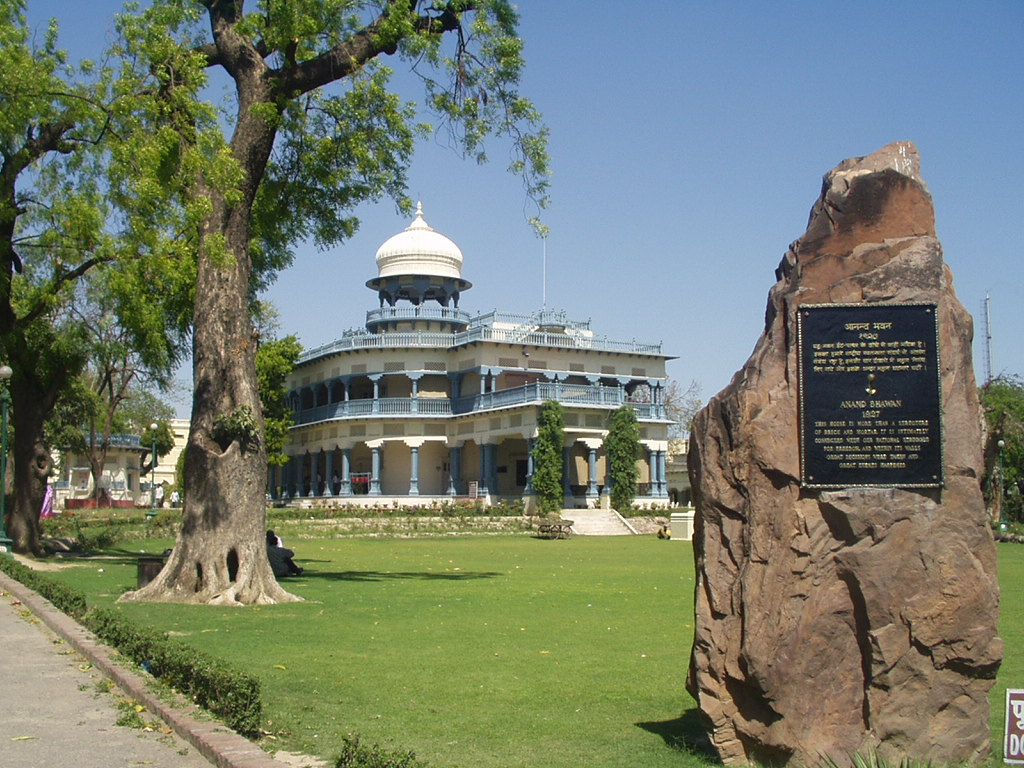
L'Anand Bhavan, maison de la famille Nehru-Gandhi, transformée en musée.
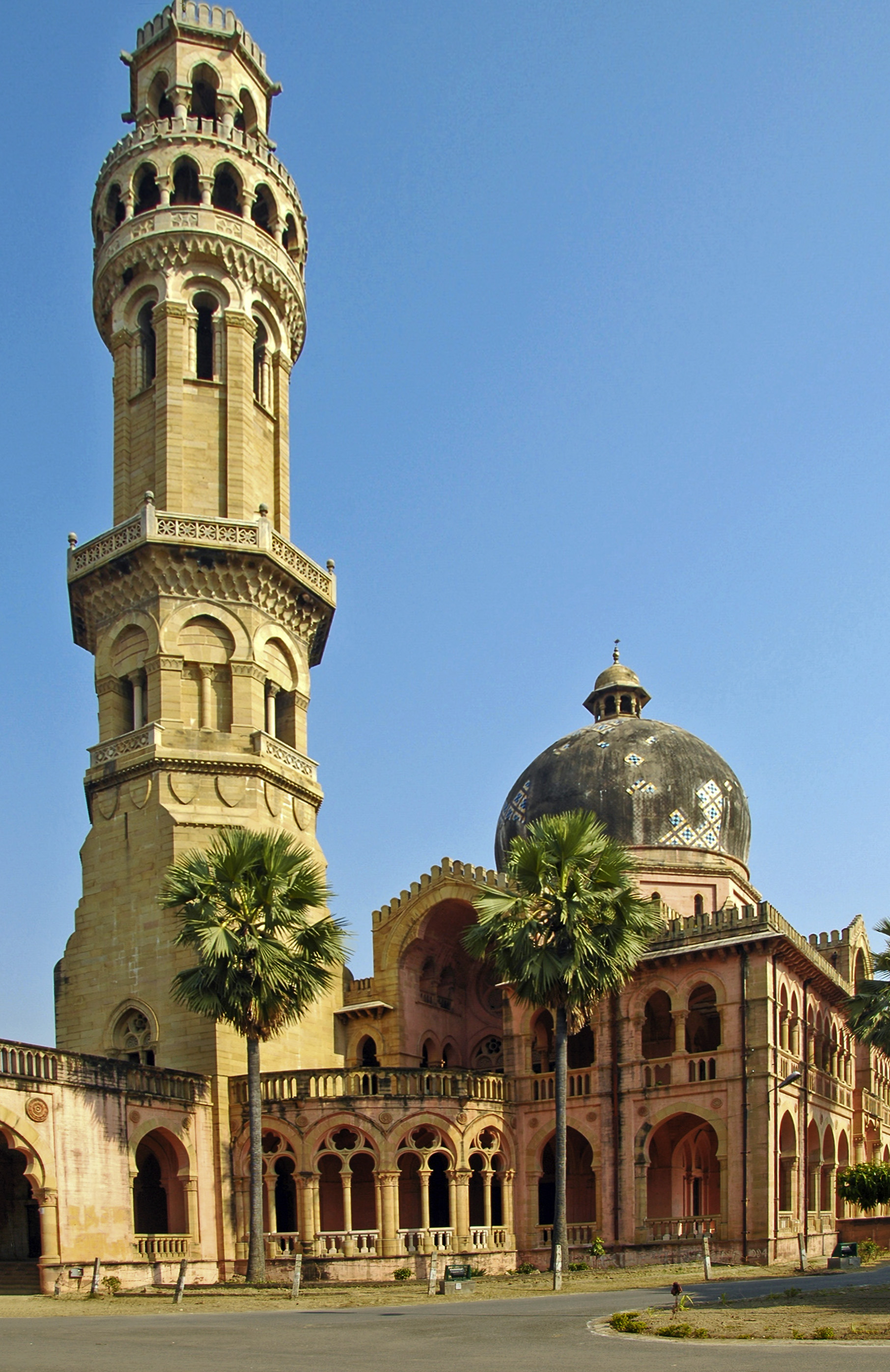
La faculté des sciences de l'université d'Allahabad.
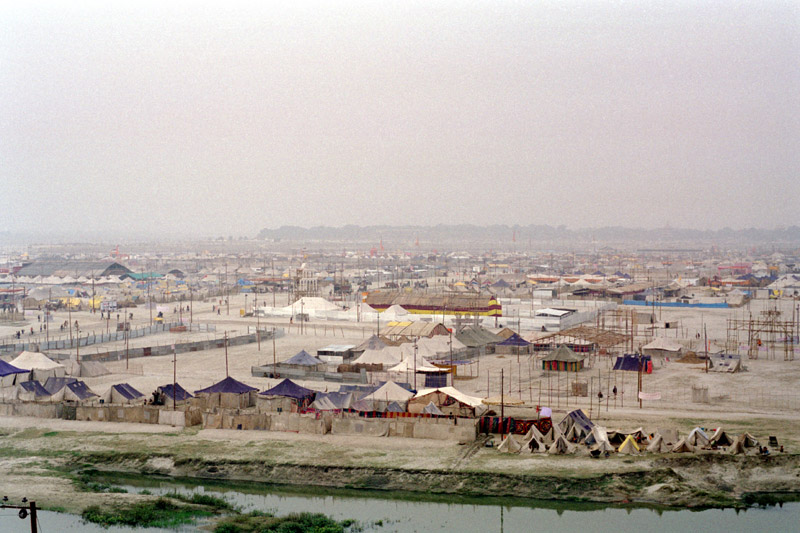
Le site de la Kumbhamela en 2001.
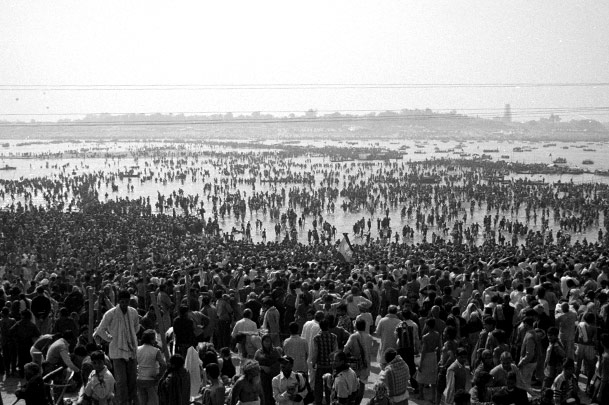
Kumbh Mela 2001.

## Personnalités liées à la ville
- Jawaharlal Nehru : homme politique, Premier ministre de 1947 à 1964[31]
- Motilal Nehru : homme politique
- Indira Gandhi : femme politique, Premier ministre de l'Union indienne de 1966 à 1977, puis de 1980 à 1984
- Nayantara Sahgal : femme de lettres, appartenant à la famille Nehru-Gandhi
- Hariprasad Chaurasia : musicien
- Vikas Swarup : écrivain et diplomate
- Dhyan Chand : joueur de hockey sur gazon
- Manindra Agrawal : mathématicien
- Harish-Chandra : mathématicien
- Amitabh Bachchan : acteur